# جان کالاهان (بازیگر)
جان کالاهان (انگلیسی: John Callahan; ۲۳ دسامبر ۱۹۵۳ – ۲۸ مارس ۲۰۲۰) هنرپیشه اهل ایالات متحده آمریکا بود. وی بین سال‌های ۱۹۸۲ تا ۲۰۲۰ میلادی فعالیت می‌کرد.
وی بازیگر فیلم‌هایی همچون روزهای زندگی ما، کدبانوهای وامانده و پرونده سرد بوده‌است.